# 杀扑磷
杀扑磷（英語：Methidathion）是一种有机磷杀虫剂，在欧盟已禁止使用。